# Anna Karina
Anna Karina, ursprungligen Hanne Karin Blarke Bayer, född 22 september 1940 i Frederiksberg, Köpenhamn, död 14 december 2019 i Paris, var en dansk-fransk skådespelare.
Vid 18 års ålder flyttade hon till Paris, och träffade både Coco Chanel och Pierre Cardin och började arbeta som fotomodell. Jean-Luc Godard ville ha med henne för en liten roll i Till sista andetaget (1960), men eftersom rollen krävde att hon skulle vara naken vägrade hon. Ett år senare gifte de sig och hon fick framgång i flera nya vågen-filmer, inte minst i Leva sitt liv (1962) och den kultförklarade Alphaville – ett fall för Lemmy Caution (1965) tillsammans med Eddie Constantine. Totalt har hon medverkat i sju huvudroller i filmer av Godard.
Hon skrev och regisserade filmen Vivre ensemble, som var hennes regidebut 1973) och hade även en karriär som musikartist. Under tidigt 60-tal hade hon hade stora framgångar med låtarna "Roller Girl" och "Sous le soleil exactement", båda skrivna av Serge Gainsbourg. 2005 släppte hon albumet Chansons de films med sånger hon sjungit på film.

## Filmografi
- En kvinna är en kvinna (1960)
- Cléo från 5 till 7 (1961)
- Solen i dina ögon (1961)
- Leva sitt liv (1962)
- Den lille soldaten (1963)
- Pepparkarameller (1963)
- En rövarhistoria (1964)
- Kärlekskarusellen (1964
- Le voleur de Tibidabo (1964)
- Alphaville (1965)
- Tokstollen (1965)
- Susanne Simonin, la Religieuse de Denis Diderot (1966)
- Made in USA (1966)
- Le plus vieux métier du monde (1967)
- Möte i Bray (1971)
- Vivre ensemble (1973)
- Ave Maria (1984)
- Manden der ville være skyldig (1990)
- The Truth About Charlie (2002)